# Ушакова Лариса Олександрівна
Лариса Олександрівна Ушакова (16 серпня 1931 — ?) — українська радянська діячка, старший науковий співробітник Донецького науково-дослідного вугільного інституту Донецької області. Депутат Верховної Ради УРСР 7—8-го скликань.

## Біографія
Народилася у родині шахтаря. Закінчила середню школу.
У 1954 році закінчила Донецький політехнічний інститут.
З 1954 року — змінний інженер збагачувальної фабрики Сталінської (Донецької) області.
З 1957 року — старший науковий співробітник Донецького науково-дослідного вугільного інституту Донецької області. Займалася удосконаленням конструкцій дугових грохотів і центробіжних водовідділювачів гірничих збагачувальних фабрик; висвітлюванням шламових вод.
Потім — на пенсії у місті Донецьку Донецької області.

## Нагороди
- ордени
- медалі